# Losjitsa
Losjitsa (ryska: Лошица) är ett vattendrag i Belarus. Det ligger i den centrala delen av landet.
Trakten runt Losjitsa består till största delen av jordbruksmark. Runt Losjitsa är det ganska tätbefolkat, med 120 invånare per kvadratkilometer.